# Poul Mathias Thomsen
Pour les articles homonymes, voir Thomsen.
Poul Mathias Thomsen (né en 1955 à Aabenraa au Danemark), chef de mission, travaille depuis 1982 au FMI et il le représente au sein de la Troïka où il a notamment et activement œuvré en Grèce pour imposer et faire appliquer un plan d'austérité. En 2015, il refuse notamment les solutions de relance économique proposées par Yánis Varoufákis lorsque celui-ci occupe le poste de ministre des Finances de la Grèce.
En 2016, Mediapart publie un article relatif à Poul Thomsen en affirmant que « Wikileaks révèle une conversation entre deux responsables du Fonds monétaire international sur la question de la Grèce. Ceux-ci semblent prêts à aller jusqu’à pousser la Grèce à la faillite pour obtenir un accord européen sur l’allègement de la dette grecque et amener le gouvernement grec à faire toutes les réformes souhaitées par le FMI ».

## Référence
1. ↑  CV hos Joint Vienna Institute
2. ↑  Information: EU skærper kravene til Grækenland,16 février 2012
3. ↑  L'article de Mediapart.fr, avec lien sur le document, Réaction du FMI sur Bloomberg.com